# حیان السراج
حیان السراج، یکی از اصحاب و وکلاء موسی کاظم بود که پس از وفات او، مرگش را انکار کرد و به همراه جمعی دیگر از وکلای موسی کاظم، فرقه واقفیه را تأسیس کردند. برخی گمان نمودند که او با حیان السراج دیگری که از کیسانیه بوده و در عصر جعفر صادق می‌زیسته؛ یکی است. تستری وی را احمد بن ابی بشر دانسته و تسمه او به حیان السراج را اشتباه می‌داند. او معتقد است که حیان السراج واقفی مذهب در منابع گزارش نشده‌اند. به هر حال او وکیل موسی کاظم در کوفه بود. او در زمان کشته شدن موسی کاظم، سی هزار دینار از اموال موسی کاظم را در دست داشت که با انکار مرگ موسی کاظم، از اعطاء این مال به وارثان موسی کاظم، ممانعت کرد. آورده‌اند که وی پس از مدتی، از عمل خود پشیمان شد و توبه کرد. همین امر سبب شد تا پیروانش بدانند که او به طمع مال دنیا، منکر مرگ موسی کاظم شده‌است.

## در معاجم رجال
کشی او را تضعیف کرده‌اند.